# Euphaedra fraudata
Euphaedra fraudata är en fjärilsart som beskrevs av Friedrich Thurau 1903. Euphaedra fraudata ingår i släktet Euphaedra och familjen praktfjärilar. Inga underarter finns listade i Catalogue of Life.